# Oddmund Andersen
Oddmund Andersen (Mjøndalen, 21 de dezembro de 1915 - 23 de novembro de 1999) foi um futebolista norueguês.

## Carreira
Oddmund Andersen fez parte do elenco da Seleção Norueguesa de Futebol, na Copa do Mundo de 1938.

## Ligações Externas
- Perfil em Fifa.com (em inglês)